# Комарово (Междуреченское сельское поселение)
Комарово — деревня в Заволжском районе Ивановской области России. Входит в состав Междуреченского сельского поселения.

## География
Деревня расположена на берегу реки Порнышиха в 6 км на север от районного центра Заволжска. 

## История
В XVII веке по административно-территориальному делению село входило в Костромской уезд. По церковно-административному делению приход относился к Плесской десятине. В 1636 году упоминается как "прибывшая вновь" церковь "Воскресение Христово, что в поместье Игнатья Полозова в селе Коморове Куецкия волости". В 1646 году "за вдовою Марьею Леонтьевою женою Полозова с сыном Иваном в поместье село Комарово, на речке Порноше, в нем храм Воскресения Христово, во дворе поп Аникей Патракеев, бобыльских и людских 7 дворов". В июне 1738 года "выдан указ о строении церкви вдове Агафье Андреевой дочери Яковлевской жене Полозовой по челобитью служителя ея Якова Васильева, велено в вотчине ея в селе Коморове вместо ветхой деревянной Воскресенской церкви построить вновь на том же месте во имя тот же храм Воскресения Христова". 
Каменная Воскресенская церковь в селе с такой же колокольней построена в 1809 году на средства жены поручика Веры Андреевны Полозовой с приходскими людьми. Ограда каменная, в 1909 году покрыта железом. Престолов было три: обновления храма Воскресения Христова в Иерусалиме, Феодоровской иконы Божией Матери и трех святит. Василия Великого, Григория Богослова и Иоанна Златоустого.
В конце XIX — начале XX века село являлось центром Комаровской волости Кинешемского уезда Костромской губернии, с 1918 года — в составе Иваново-Вознесенской губернии.
С 1929 года деревня входила в состав Чегановского сельсовета Кинешемского района Ивановской области, с 1958 года — в составе Заволжского района, с 2009 года — в составе Междуреченского сельского поселения.

## Население
| 1872 | 1897 | 2002 | 2010 |
| ---- | ---- | ---- | ---- |
| 65   | ↘60  | ↗136 | ↘72  |

## Достопримечательности
В деревне расположена руинированные остатки Церкви Воскресения Словущего (1809).